# Semja

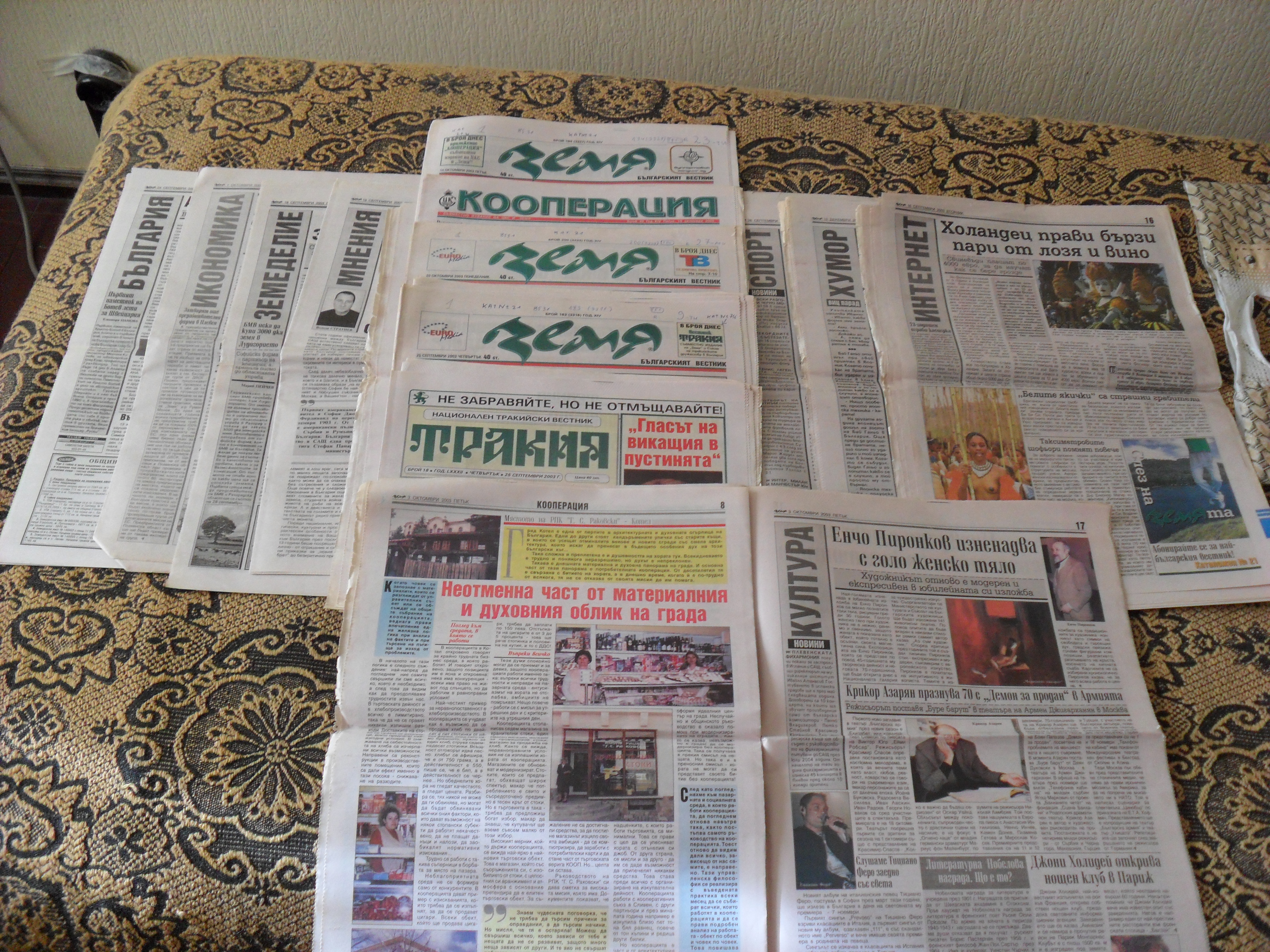

Semja oder auch Zemia geschrieben (bulgarisch Земя;  dt.: „Land“) ist eine Tageszeitung in Bulgarien. Die Boulevardzeitung wurde 1951 unter den Namen Kooperativno delo gegründet.
Heute ist Zemia in Privatbesitz, ihr Herausgeber ist Swetlana Scharenkowa. Zemia ist die größte Agrarzeitung in Bulgarien.